# Lophocolea muricata
Lophocolea muricata là một loài Rêu trong họ Lophocoleaceae. Loài này được (Lehm.) Nees mô tả khoa học đầu tiên năm 1845.